# 타선
타선은 야구에서 타자들의 진영을 가리키는 단어이다. 

## 설명
타선은 공격하는 구단쪽이 배치하는 것으로 1번타자부터 9번타자까지 배치되는게 타선이 된다. 타순이란 단어와 혼동될 수 있지만 타순은 타자들의 타격 순서를 가리키는 단어이고 타선은 타자들의 전체적인 진영을 가리키는 단어라 엄연히 다른 단어이다. 타선의 경우는 야구에선 크게 3개로 구분한다. 1번 타자와 2번 타자는 상위 타선이라고 하여 출루율을 중시하는 타선으로 테이블 세터라고 불리며 발이 빠르고 도루 능력이 있는 선수들을 주로 배치한다. 3번 타자, 4번 타자, 5번 타자는 중심 타선이라고 불리며 상위 타선에서 출루하면 그것을 직접 불러들이는 해결사의 역할을 한다. 하위 타선은 6번 타자, 7번 타자, 8번 타자, 9번 타자를 모두 통틀어 일컫는 단어로 주자가 없는 경우에는 출루하여 상위 타선과의 연결을 중시하며 중심 타선에서 선두 타자로 나와 출루한다면 그것을 불러들이는 역할까지도 수행한다. 하위 타선의 경우는 발빠른 타자를 배치하기도 하지만 중심 타선과 같이 장타율이 있는 타자를 배치하기도 한다. 이처럼 타선은 공격하는 구단쪽에선 중요한 진영으로 타선이 잘짜여질수록 점수를 올리고 이길 확률도 높아진다.

## 같이 보기
- 타자
- 야구